# Transformers: Revenge of the Fallen
Transformers: Revenge of the Fallen (no Brasil, Transformers: A Vingança dos Derrotados; em Portugal, Transformers: A Retaliação) é um filme estadunidense de 2009, dirigido por Michael Bay e produzido por Steven Spielberg (também executivo), Lorenzo di Bonaventura e Ian Bryce. É a continuação do filme de Transformers de 2007.
Foi lançado mundialmente em 24 de junho de 2009. Mostra o conflito dos Autobots e os Decepticons que ocorre escondido dos humanos.
O filme quebrou recordes de bilheteria em vários países, inclusive no Brasil, ficando entre as 40 maiores bilheteria do planeta. Porém, foi recebido com críticas muito negativas, sendo mal-avaliado por diversos críticos e recebendo o prêmio de Framboesa de Ouro de pior filme de 2009.

## Sinopse
É revelado que há milhares de anos, existia uma raça de Transformers que vasculhavam o universo à procura de fontes de Energon. Conhecida como a Dinastia dos Primes, eles usaram máquinas chamadas Ceifadoras Solares para drenar energia das estrelas, a fim de convertê-la em Energon e empoderar o AllSpark Cybertroniano. Os Primes concordaram que mundos com seres vivos seriam poupados, mas em 17.000 a.C., um dos Primes, posteriormente apelidado de "The Fallen", construiu uma Ceifadora Solar na Terra. Os outros irmãos sacrificaram seus corpos, a fim de esconder a Matriz da Liderança, a chave que ativa a Ceifadora Solar de Fallen, que jurou vingar-se sobre a Terra.
Nos dias atuais, dois anos após os eventos do filme anterior, Optimus Prime é quem lidera a NEST, uma organização militar composta por soldados humanos e sua própria equipe de Autobots (incluindo os recém-chegados Arcee, Chromia, Elita One, Sideswipe, Jolt e os gêmeos Skids e Mudflap), destinado a matar os Decepticons restantes na Terra. Em uma missão em Xangai, Optimus e a sua equipe destroem os Decepticons Sideways e Demolishor, sendo dada uma advertência por este último que "O Fallen se erguerá novamente". De volta aos Estados Unidos, Sam Witwicky encontra um pedaço do AllSpark destruído e, após entrar em contato com a lasca, ela cobre sua mente com símbolos Cybertronianos. Julgando-o perigoso, Sam dá o pedaço do AllSpark a sua namorada Mikaela para manter-se seguro e deixa ela e Bumblebee para ir para a faculdade. Após a chegada, Sam encontra seu companheiro de quarto da faculdade Leo Spitz, que administra um website sobre conspirações, e Alice, uma co-edição que faz avanços sexuais inesperados com ele. Na casa de Mikaela o Decepticon Wheelie tenta roubar o fragmento, apenas para ser capturado por Mikaela. Depois de ter um colapso mental, incontrolavelmente escrevendo em língua Cybertroniana, Sam liga para Mikaela, que imediatamente sai para chegar até ele.
O Decepticon Soundwave hackeia um satélite dos EUA e descobre as posições do líder Decepticon Megatron e outra peça do AllSpark. Os Decepticons recuperam o fragmento e usam-o para ressuscitar Megatron, que voa para o espaço e se reúne com Starscream e seu mestre, The Fallen, na nave Nemesis (caida em uma da luas de saturno). The Fallen instrui Megatron e Starscream para capturar Sam, a fim de descobrir a localização da Matriz de Liderança. Com o agravamento de surtos de Sam, Mikaela chega ao campus assim e Alice, revela-se um Decepticon querendo atacar Sam. Com Mikaela irada, Sam e seu companheiro Leo tiveram de dar um jeito deságradável de expulsar e bater em Alice, mas logo são apreendidos pelo Decepticon Grindor. O Decepticon conhecido como "The Doctor" prepara-se para remover o cérebro de Sam, mas Optimus e Bumblebee conseguem resgatá-lo. Em uma luta que se seguiu, a Optimus enfrenta Megatron, Starscream e Grindor. Optimus consegue matar Grindor e arrancar o braço de Starscream, mas durante uma distracão momentânea enquanto busca Sam, ele é apunhalado e empalado por Megatron e morre. Megatron e Starscream partem quando os Autobots chegam para salvar Sam.
Após a morte de Prime, Fallen é libertado de seu cativeiro e ordena Megatron a liderar um ataque em larga escala no planeta Terra. The Fallen fala com o mundo e exige que eles entreguem Sam para os Decepticons ou eles vão continuar seu ataque. Sam, Mikaela, Leo, Bumblebee, os gêmeos e Wheelie reagrupam e Leo sugere que seu rival "Robo-Warrior" pode ajudar. "Robo-Warrior" é se revela ser o ex-agente do Setor 7, Seymour Simmons, que informa o grupo que os símbolos devem ser legíveis a um Decepticon. Mikaela então libera Wheelie, que não sabe ler a língua, mas conhece alguém que conhece - então eles procuram um velho ex-Decepticon, agora Autobot, chamado Jetfire, que está disfarçado de SR-71 Blackbird no Museu Smithsonian. Jetfire é reativado através do fragmento do AllSpark, e teleporta o grupo para o Egito, onde explica que apenas um Prime pode matar Fallen, e traduz os símbolos, os quais contêm um enigma que define o local da Matriz de Liderança em algum lugar do deserto circundante. Ao seguir as pistas, o grupo chegar à Tumba dos Primes, onde acabaram por encontrar a Matriz, mas ela se desintegra em pó nas mãos de Sam. Acreditando que a Matriz ainda pode reviver Optimus, Sam coleta a poeira e faz Simmons chamar Major William Lennox para trazer o corpo junto com outros Autobots.
Os militares chegam com os Autobots, mas o mesmo acontece com os Decepticons e uma batalha começa. Durante a luta, o Decepticon Devastator é formado e desenterra o Ceifador Solar dentro da pirâmide de Quéops, antes de ser destruído pelos militares com a ajuda do agente Simmons. Jetfire chega e destrói Mixmaster, mas é mortalmente ferido por Scorponok. A aeronáutica bombardeia os Decepticons e Megatron rompe com a ofensiva e mata Sam. Apesar de morto, Sam é contactado pela dinastia dos Primes que, reconhecendo a sua coragem e dedicação para a Optimus, o reanimam e reconstroem a Matriz de Liderança. Sam revive Optimus bem antes da emboscada de Fallen, que mata alguns soldados e pega a Matriz para ativar sua máquina. Jetfire se sacrifica para que Optimus utilize suas peças para voar até a Ceifadora e, com êxito, Optimus a destrói matando Fallen. Embora a batalha acabou, Megatron foge de volta para Nemesis com Starscream. O filme termina com Optimus, ao lado de Sam num porta-aviões, e o envio de uma mensagem dizendo para o espaço que os seres humanos e Transformers agora convivem em paz. Durante os créditos, Sam é visto retornando para a faculdade.

## Elenco
- Shia LaBeouf....Sam Witwicky
- Megan Fox....Mikaela Banes
- Josh Duhamel....Major William Lenox
- Tyrese Gibson....Sargento Robert Epps
- Ramón Rodríguez....Leo Ponce De Leon Spitz
- John Turturro....Seymour Simmons
- Peter Cullen....Optimus Prime
- Kevin Dunn....Ron Witwicky
- Julie White....Judy Witwicky
- John Benjamin Hickey....Theodore Galloway
- Glenn Morshower....General Morshower
- Rainn Wilson....Professor Colan

## Personagens

### Autobots
Optimus Prime (Peter Cullen): Líder dos Autobots. Foi morto por Megatron, mas foi revivido graças à Matriz da Liderança. Se transforma num caminhão Peterbilt 379 vermelho com chamas azuis. Possui duas espadas, dois ganchos e dois canhões de íons.
Bumblebee (Mark Ryan): Um jovem Autobot e guardião de Sam. Se transforma num Chevrolet Camaro SS amarelo e preto. Possui um canhão.
Ratchet (Robert Foxworth): Oficial médico dos Autobots. Se transforma numa Hummer H2 de busca e resgate verde e vermelho. Possui um canhão e uma serra redonda de médico.
Ironhide (Jess Harnell): Especialista em Armas. Se transforma numa GMC Topkick preta. Possui dois canhões, um em cada braço.
Skids (Tom Kenny): Gêmeo de Mudflap. Se transforma num Chevrolet Beat verde com listras pretas. Possui um canhão e um chicote.
Mudflap (Reno Wilson): Gêmeo de Skids. Se transforma num Chevrolet Trax vermelho com listras pretas. Possui um canhão.
Jetfire (Mark Ryan): Um explorador, e um Decepticon convertido em Autobot idoso e debilitado. Se transforma num caça Lockheed SR-71 Blackbird. Para ajudar Optimus a se recuperar, deu a vida para dar as peças para ele.
Wheelie (Tom Kenny): Ex-Decepticon. Se transforma num caminhão monstro de controle remoto.
Sideswipe (André Sogliuzzo): Especialista em combate corpo a corpo. Se transforma num Chevrolet Corvette Stingray Concept prateado. Possui dois canhões e duas espadas.
Jolt: Autobot com poderes elétricos. Se transforma num Chevrolet Volt azul. Possui dois chicotes elétricos. Ajuda Ratchet a transplantar as peças de Jetfire para Optimus.
Arcee (Grey DeLisle): Irmã de Elita One e Chromia. Se transforma numa moto Ducati 848 rosa. Possui um canhão que substitui seu braço esquerdo. Foi ferida pelos Decepticons.
Chromia (Grey DeLisle): Irmã de Arcee e Flare Up. Se transforma numa moto Suzuki B- King azul. Única de suas irmãs que não é ferida.
Flare Up/Elita One (Grey DeLisle): Irmã de Arcee e Chromia. Se transforma numa moto MV Agusta F4 roxa. Foi gravemente ferida pelos Decepticons.
Os Seis Primes: Irmãos de Fallen. Lutaram contra ele e se sacrificam para salvar a Matriz. São vistos enquanto Jetfire conta a história da batalha pela posse da Matriz e quando Sam fica inconsciente durante a batalha no Egito.

### Decepticons
The Fallen (Tony Todd): Mestre de Megatron e Irmão dos Sete Primes. Se transforma num destroyer cybertroniano. Possui poderes arrasadores e ilimitados. Foi morto por Optimus, tendo a face arrancada e a centelha destruída.
Megatron (Hugo Weaving): Líder dos Decepticons. Se transforma num tanque cybertroniano capaz de voar. Foi revivido graças a Scalpel, com um fragmento do cubo e com peças de um Decepticon chamado Scrapmetal.
Starscream (Charlie Adler): Um grande subordinado de Megatron. Se transforma num jato F-22 Raptor com símbolos Cybertronianos. Possui um rifle acoplado a seu braço esquerdo e um míssil no direito. Perde o braço direito na batalha contra Optimus.
Scalpel/The Doctor (John DiCrosta): Médico dos Decepticons. Se transforma num microscópio. Foi morto por Optimus.
Alice/Pretender (Isabel Lucas): Espiã na faculdade de Sam que se disfarça como uma estudante. Foi esmagada por um carro dirigido por Mikaela.
Grindor: Decepticon idêntico a Blackout. Se transforma num helicóptero Sikorsky CH-53 Super Sea Stallion. Foi morto por Optimus, tendo a cabeça despedaçada.
Soundwave (Frank Welker): Decepticon Espião. Se transforma num satélite cybertroniano.
Ravage: Um tigre cybertroniano. Se transforma num cruzeiro espacial e numa protoforma. Foi destruído por Bumblebee.
Scrapper: Líder dos Constructicons. Se transforma num trator Caterpillar 992G amarelo. Existem dois dele: um que forma o braço direito de Devastator (que foi morto por um tiro de comando naval) e um que luta contra os soldados e os Autobots (que foi morto no bombardeio).
Long Haul: Segundo Constructicon. Se transforma num caminhão basculante Caterpillar 773B verde. Existem dois dele: um que forma a perna direita de Devastator (que foi morto por um tiro de comando naval) e um que luta contra os soldados e os Autobots (que foi morto no bombardeio).
Mixmaster: Terceiro Constructicon. Se transforma numa betoneira Mack cinza e branca. Existem dois dele: um que forma a cabeça de Devastator (que foi morto por um tiro de comando naval) e um que luta contra os soldados e os Autobots (que foi morto por Jetfire).
Rampage: Quarto Constructicon. Se transforma num trator bulldozer Caterpillar D9T amarelo. Existem dois dele: um que forma a perna esquerda de Devastator (que foi morto por um tiro de comando naval) e um que luta contra os soldados e os Autobots (que foi morto por Bumblebee).
Overload: Quinto Constructicon. Forma o quadril e uma parte de tronco de Devastator. Se transforma numa caçamba articulada KW Dart D4661 Tractor Truck vermelha. Foi morto por um tiro de comando naval.
Scavenger: Sexto Constructicon. É idêntico a Demolishor. Forma o tronco de Devastator. Se transforma numa retroescavadeira Terex O&K RH 400 Hydraulic Mining Excavator vermelha. Foi morto por um tiro de comando naval.
Hightower: Sétimo Constructicon. Forma o braço esquerdo de Devastator. Se transforma num guindaste KOBELCO CKE 2500 II amarelo. Foi morto por um tiro de comando naval.
Wheelbot/Demolishor (Calvin Wimmer): Oitavo Constructicon. Se transforma numa retroescavadeira Terex O&K RH 400 Hydraulic Mining Excavator branca. Foi morto por Optimus em Xangai.
Scrapmetal: Nono Constructicon. Se transforma num trator Caterpillar 992G amarelo. Foi morto por Long Haul e Mixmaster para reviver Megatron.
Devastator: Um Combiner, formada da união dos sete primeiros Constructicons. Foi morto por um tiro de comando naval.
Sideways: Decepticon  parecido com Barricade. Se transforma num Audi R8 branco. Foi partido ao meio por Sideswipe.
Microcons: Vários Decepticons minúsculos cuspidos por Ravage. Formam Redman.
Redman: Combiner feito pelos Microcons. Rouba o fragmento do cubo. Possui uma aparência muito fina.
Aplliancebots: Diversos Robôs que ganham vida quando um pedaço do cubo cai na cozinha de Sam. Existem oito tipos deles: Dickbot (porta garrafão), Ejector (fogão elétrico), Cappuccino-bot (máquina de fazer café), Microwave-bot (micro-ondas), Waffle-iron (geladeira), Garbage Disposal-bot (cortador de grama), Stand mixer (liquidificador), CISCO Aironet (aspirador). São mortos por Bumblebee.
Buffalo MPV Decepticon: É idêntico a Bonecrusher do filme anterior. Aparece durante a guerra lutando contra Ironhide. Se transforma num veículo blindado Buffalo MPV amarelo. Provavelmente foi morto no bombardeio.
Protoforms: Diversos Decepticons que não se transformam. Vários foram mortos pelos Autobots, militares e num bombardeio.
Scorponock: Decepticon que sobreviveu a guerra contra soldados sobreviventes do ataque a base no Catar no filme anterior. Foi morto por Jetfire.
Insecticons: Minúsculos Decepticons semelhantes a moscas. Um deles é morto por Sam.

### Outros
Shockwave: Aparece num artigo de jornal, quando os gêmeos são quase sugados.
R2-D2: Aparece voando no final do filme, sendo sugado por Devastator.

## Bilheteria
Transformers: Revenge of the Fallen arrecadou 16 000 000 de dólares estadunidenses nas exibições à meia-noite e obteve a maior bilheteria da história para uma quarta-feira (62 000 000 de dólares estadunidenses). Em dois dias de exibição, o filme arrecadou 91 110 948 de dólares estadunidenses (um recorde, atrás apenas de The Dark Knight). No seu primeiro fim de semana, arrecadou 108 966 307 de dólares estadunidensees (a maior abertura de 2009 e a sétima maior da história). Mesmo com uma queda de 61,2% na segunda semana, o filme arrecadou US$ 42.320.877, ficando em primeiro lugar pela segunda semana consecutiva.
Foi a segunda maior bilheteria de 2009 (atrás de Avatar) e a 11.ª maior da história na América do Norte, com 402.095.833 de dólares. Com US$ 430.635.467 no restante do mundo, chegou a US$ 832.747.337, sendo a quarta maior bilheteria de 2009 (atrás de "Avatar", Harry Potter and the Half-Blood Prince e Ice Age: Dawn of the Dinosaurs) e o 27.º maior faturamento da história. No Brasil, faturou 17.426.167 reais e atraiu 2.138.243 espectadores. Em Portugal, faturou 1.016.842,33 euros e teve 222.773 espectadores.

## Trilha sonora
Dois álbuns foram lançados, um com a trilha sonora por Steve Jablonsky, e outro com canções. Asteriscos indicam as que não aparecem no filme.
1. Linkin Park — "New Divide"
2. Green Day — "21 Guns"
3. Cavo — "Let It Go"
4. Taking Back Sunday — "Capital M-E"
5. The Fray — "Never Say Never"
6. Nickelback — "Burn It To The Ground"
7. The Used — "Burning Down The House"
8. Theory of a Deadman — "Not Meant To Be"*
9. The All-American Rejects — "Real World"*
10. Hoobastank — "Don’t Think I Love You"*
11. Staind — "This Is It"
12. Avenged Sevenfold — "Almost Easy"*
13. Cheap Trick — "Transformers (The Fallen Remix)"*